# Huevo de Catalina la Grande
El huevo de Catalina la Grande, también conocido como huevo de la grisalla y huevo del camafeo rosa, es un huevo imperial de Fabergé, uno de una serie de cincuenta y cuatro huevos de Pascua esmaltados y enjoyados hechos bajo la supervisión de Peter Carl Fabergé para la familia imperial rusa.
Fue un regalo de Pascua de 1914 para la emperatriz viuda María Feodorovna de parte de su hijo, el zar Nicolás II, que tenía un pedido permanente de dos huevos de Pascua cada año, uno para su madre y otro para su esposa.
El huevo fue hecho por Henrik Wigström, "el último maestro de obras principal de Fabergé". El huevo en oro y diamantes en un soporte con patas de león presenta paneles de esmalte rosa pintados en estilo camafeo con escenas alegóricas en miniatura de las artes y las ciencias basadas en el artista francés François Boucher.

La emperatriz viuda describió el huevo en una carta a su hermana, la reina Alejandra del Reino Unido:
"Él [Nicolás II] me escribió una carta muy encantadora y me regaló un huevo de Pascua muy hermoso. Fabergé me lo trajo él mismo. Es un verdadero chef d'oeuvre en esmalte rosa y dentro un porte-chaise llevado por dos negros con la emperatriz Catalina en él con una pequeña corona en la cabeza. Le das cuerda y luego los negros caminan: es una obra increíblemente hermosa y magníficamente fina. Fabergé es el genio más grande de nuestro tiempo, también le dije: Vous êtes un génie incomparable."
La sorpresa del huevo, también descrita como "una silla de manos mecánica, llevada por dos negros, con Catalina la Grande sentada dentro", se ha perdido desde entonces.
Forma parte de la colección Marjorie Merriweather Post del Museo Hillwood en Washington D. C.
Su equivalente de la Pascua de 1914 presentado a la zarina Alejandra Feodorovna es el Huevo Mosaico, ahora en la Colección Real de Londres.
El soporte original se perdió, el actual fue encargado en 1940 por Marjorie Merriweather Post, siguiendo el modelo del Huevo del pelícano de 1898.